# 和平市
和平市（越南语：／）是越南和平省的省莅城市，距河内76公里，距李仙江5公里，在1951年至1952年，这里发生过法越战争的一次战役。

## 地理
和平市东接良山县和金杯县，南接高峰县，西接陀北县和富寿省清山县，北接河内市巴位县和石室县。

## 历史
2019年12月17日，奇山县并入和平市，占沫坊部分区域和民主社合并为民主坊，占沫坊和统一社合并为统一坊，民下社部分区域和奇山市镇合并为奇山坊，泰盛社部分区域划归太平坊管辖，泰盛社并入和平社，民下社并入独立社，民和社并入蒙化社，福进社和安光社合并为光进社，合盛社和富明社合并为盛明社。
2021年1月12日，数外社改制为琼林坊，中明社改制为中明坊。

## 行政区划
和平市下辖12坊7社，市人民委员会位于芳林坊。
- 民主坊（Phường Dân Chủ）
- 同进坊（Phường Đồng Tiến）
- 友谊坊（Phường Hữu Nghị）
- 奇山坊（Phường Kỳ Sơn）
- 芳林坊（Phường Phương Lâm）
- 琼林坊（Phường Quỳnh Lâm）
- 新和坊（Phường Tân Hòa）
- 新盛坊（Phường Tân Thịnh）
- 太平坊（Phường Thái Bình）
- 盛栏坊（Phường Thịnh Lang）
- 统一坊（Phường Thống Nhất）
- 中明坊（Phường Trung Minh）
- 独立社（Xã Độc Lập）
- 和平社（Xã Hòa Bình）
- 合城社（Xã Hợp Thành）
- 蒙化社（Xã Mông Hóa）
- 光进社（Xã Quang Tiến）
- 盛明社（Xã Thịnh Minh）
- 燕蒙社（Xã Yên Mông）